# Orecchiette

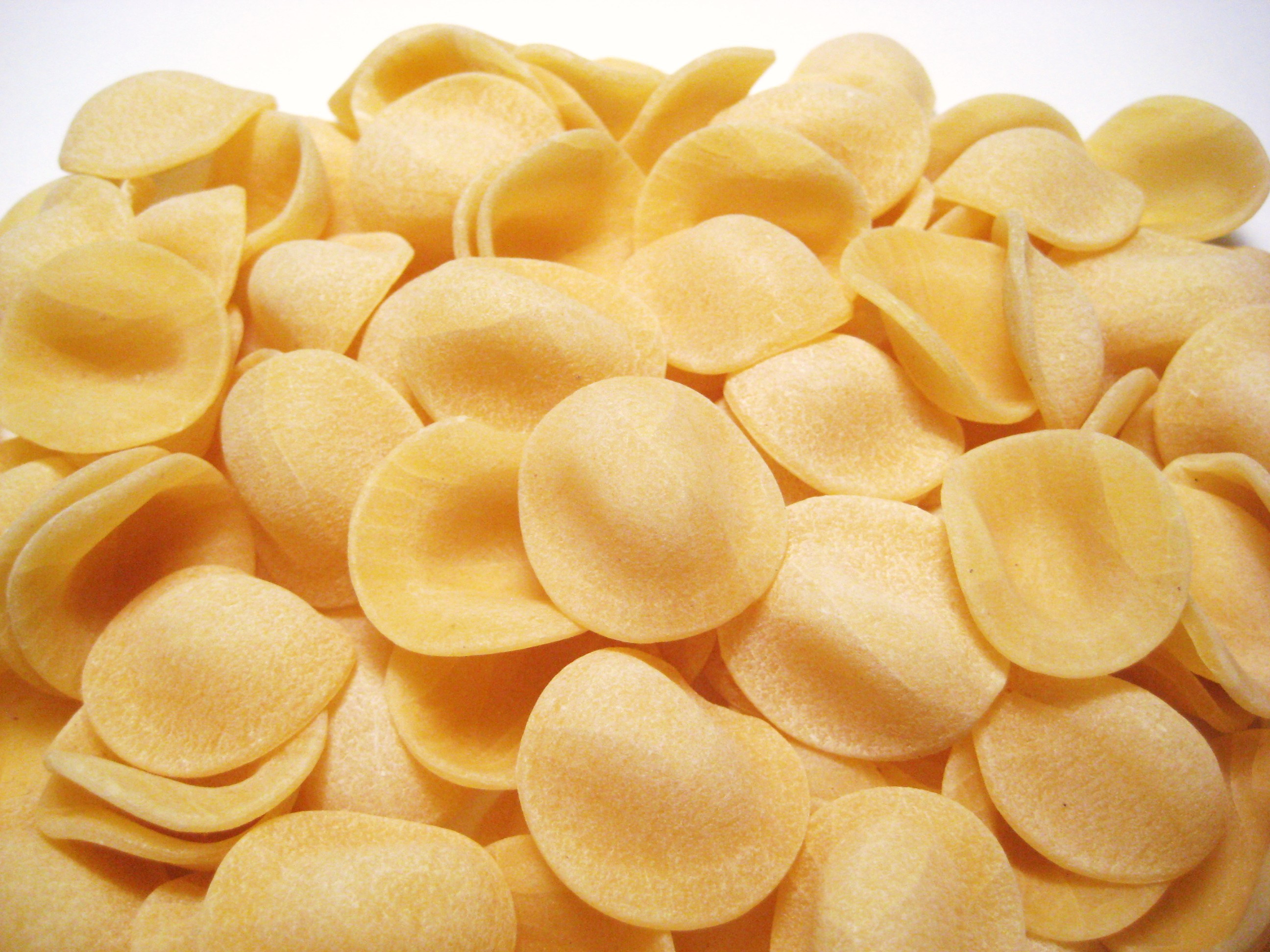
Ungekochte Orecchiette

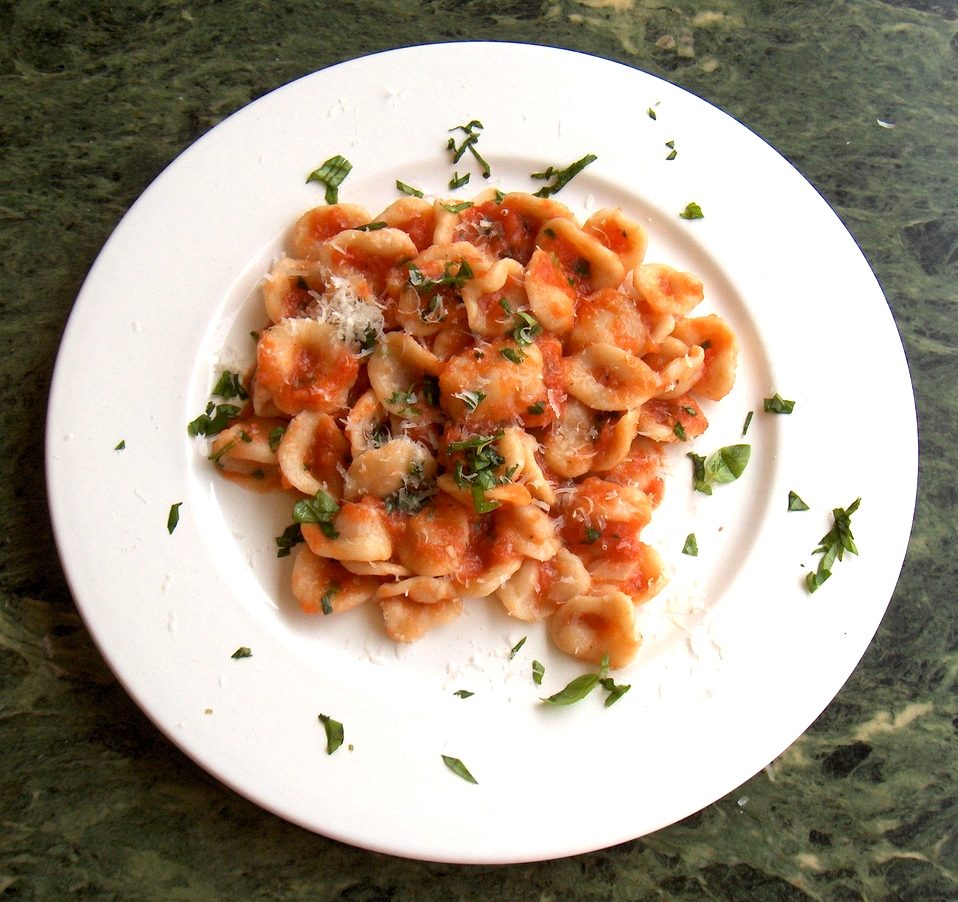
Orecchiette mit Tomatensoße

Orecchiette ([orek-ki̯ˈet-te], italienisch: Öhrchen) oder Öhrchennudel ist eine für die Regionen Apulien und Basilikata typische Pasta-Art, die aus Italien stammt.
Sie sind im Durchschnitt etwa 3/4 Daumen groß und erscheinen als kleine weiße Kuppel, deren Mitte dünner als der Rand ist und die eine raue Oberfläche hat. Die mit Gemüse gekochten sind größer und die mit Fleischsoße gekochten sind viel kleiner. In Tarent und im Itria-Tal ist das Synonym „chiancarelle“ oder „recchjetedd“, „fiaffioli“, noch in Gebrauch. In Latiano hingegen gibt es das Fest der Stacchioddi (ein anderer Name für Orecchiette).
Es gibt auch eine Version ohne die Kuppelform, besser bekannt als „strascinati“ („strasc'nat“), die vor allem in der Basilikata beliebt ist. In Apulien, vor allem in Bari, bezieht sich der Dialektausdruck jedoch häufig auf die klassischen Orecchiette und auf die Methode, die Nudeln durch Ziehen über den Tisch herzustellen. In allen Varianten werden sie nur aus semola di grano duro (Hartweizenmehl), Wasser und Salz hergestellt.
Ein typisches Rezept aus Apulien und der Basilikata sind Orecchiette con le cime di rapa (Orecchiette mit Stängelkohl). Eine apulische Variante sieht die Zugabe von Sardellen vor, während in der Basilikata, vor allem in den Gebieten Vulture und Materano, das Gericht häufig mit zerbröckeltem oder pulverisiertem peperone crusco gewürzt wird. Sehr beliebt sind natürlich auch die Orecchiette al pomodoro.
In den Regionen Capitanata und Salento ist es auch typisch, sie mit Tomatensoße (mit oder ohne Polpette oder Fleischrouladen) und/oder kräftigem Pecorino (Schafskäse) zu kombinieren.
In Cisternino werden die Orecchiette aus Vollkorn-Weizenmehl hergestellt, sind größer und haben eine andere Form mit einer tiefen inneren Riffelung, die einer Ohrmuschel sehr ähnlich ist, und werden „recch' d'privt“ – „Priesterohren“ – genannt. Das klassische bäuerliche Rezept für Festtage sieht ein Kaninchenragout vor.
Typisch für Matera sind die Orecchiette alla materana, die mit Tomaten, Lammhackfleisch, Mozzarella und Schafskäse überbacken werden.

## Ursprünge
Die Ursprünge der Orecchiette sind noch nicht genau geklärt. Eine Theorie besagt, dass sie ihren Ursprung in der Provence in Frankreich haben, wo eine scheibenförmige Pasta zubereitet wurde, die in der Mitte mit dem Daumen ausgehöhlt wurde. Später führten die Anjou dieses Form in den eroberten Gebieten Apuliens und der Basilikata ein.
Eine andere Hypothese besagt, dass die Orecchiette während der normannischen Herrschaft in Apulien, insbesondere in Sannicandro di Bari, nach der Ankunft der jüdischen Gemeinden entstanden sind. Es scheint, dass die Orecchiette von der Verarbeitung her ursprünglich eine Variante des Hamantasch, Ohren Hamans waren, ein konkav geformtes süßen Gebäck, das für die Purim-Feierlichkeiten zubereitet wurde.